# Pathfinder űrrepülőgép
A Pathfinder űrrepülőgép (tiszteletbeli Orbiter jelzése: OV-098) egy 75 tonnás, acélból és fából épített szimulátor, nem igazi űrrepülő. Az amerikai Space Shuttle program keretében készült 1977-ben, segítségével az űrrepülők szállítási és mozgatási műveleteit tesztelték. Később a Kennedy Űrközpontba szállították és a személyzet kiképzéséhez használták.
1983 és 1984 során Japánban állították ki, ahol egy üzletember 1 000 000 dollárt költött rá, hogy jobban imitálja a valódi űrsiklók külsejét. Jelenleg az alabamai Space & Rocket Center kiállításán látható.